# Zubří
Zubří (německy Zubern) je město v okrese Vsetín ve Zlínském kraji, západně u Rožnova pod Radhoštěm. Žije zde přibližně 5 600 obyvatel.
Katastrálně, evidenčně ani statisticky se Zubří nečlení na menší části, fakticky z jádra městečka v Rožnovské brázdě vybíhá na sever k beskydskému hřebeni množstvím pojmenovaných osad a samot: Čertoryje, Ostrý, Dořičáčky, Kubičanky, Machulky, Vlkoprdy, Na Starém Zubří, Na Potoku, Pádoly, Galičky, Boňkov, Zemanky, Zahořanky, Ujmiska, Pivčánky, v západní části území pak Hamry, Prachovna, Randusky, Porubky, přesah území města na levý břeh Rožnovské Bečvy nese místní název Za Vodou.

## Historie
První písemná zmínka o vzniku vesnice Zubří pochází z 8. července 1310. Vznikla na místě původní lovecké osady, přesněji na 40 lánech, a byla založena pány z Krásna. Patřila mezi první a největší „hornické vesnice“ rožnovského panství.
V roce 1712 byly postaveny železné hutě – hamry, v nichž se vyrábělo železo. Jediným pozůstatkem těchto hamrů jsou Hamerské rybníky. 
Představitelem obce býval fojt. Posledním fojtem byl Jiří Palacký, otec známého historika Františka Palackého. Rodina Palackých pocházela z nedalekých Hodslavic. V Zubří se k rodině váže i dům nazývaný Na Petrohradě, ve kterém je v současnosti umístěno Muzeum města Zubří.
Roku 1850 si samostatná obec Zubří zvolila svého prvního starostu, obchodníka Josefa Alexandra. Od té doby se obci začalo dařit. Pozornost byla kladena na rozvoj školství, byly postaveny tři školní budovy. Velký význam mělo železniční spojení mezi Rožnovem pod Radhoštěm a Valašským Meziříčím, které vybudovali roku 1892.
Po první světové válce v letech 1920–1932 učitelka Marie Schoberová založila školu valašského vyšívání, která dala základ zuberské výšivce. Roku 1935, ještě před okupací Československa a před začátkem druhé světové války, byly založeny Gumárny Zubří, jako nejstarší společnost středoevropské gumárenské společnosti Optimit v Odrách.
Zubří je známé svým oddílem házené a také řemesly jako je pletení metel. Házenkářský klub byl  v Zubří založen v roce 1926 a dodnes patří k nejlepším oddílům házené v České republice.
Dne 22. února 2002 se z rozhodnutí předsedy Poslanecké sněmovny Parlamentu ČR Zubří stalo městem.

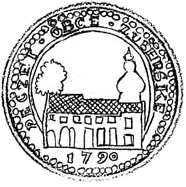
Pečeť města Zubří

## Významné osobnosti
- MUDr. Antonín Fabián (1892–1966), dermatovenerolog[7]

- Vincenc Krupa
- Josef Holiš
- Jan Koláček
- Ing. Ladislav Holiš
- Pavel Číp (* 1944), řezbář[8]
- Květoslav Béna
- Julius Böhm (1851–1917), hudební skladatel, varhaník a pedagog[9]
- Alois Fabián
- Engelbert Krist
- doc. RNDr. Vladimír Krist (1905–1942), botanik, odbojář[10]
- ThDr. Metoděj Jaroslav Mičola
- Jan Mynář
- Děkan P. Petr Neduchal
- Václav Němec (1949–2018), amatérský archeolog a sběratel[11]
- Karel Jaroslav Obrátil
- Rodina Palackých
- P. Alois Pozbyl
- Josef Schober
- Marie Schoberová (1863–1936), vyšívačka a učitelka[12]
- prof. PhDr. Antonín Vašek, CSc. (1925–2018), lingvista, univerzitní profesor[13]
- Ladislav Vašek, MUC.
- Kajetán Zvihan
- Bohuslav Satinský
- Svatopluk Pernica

## Sport
Házená

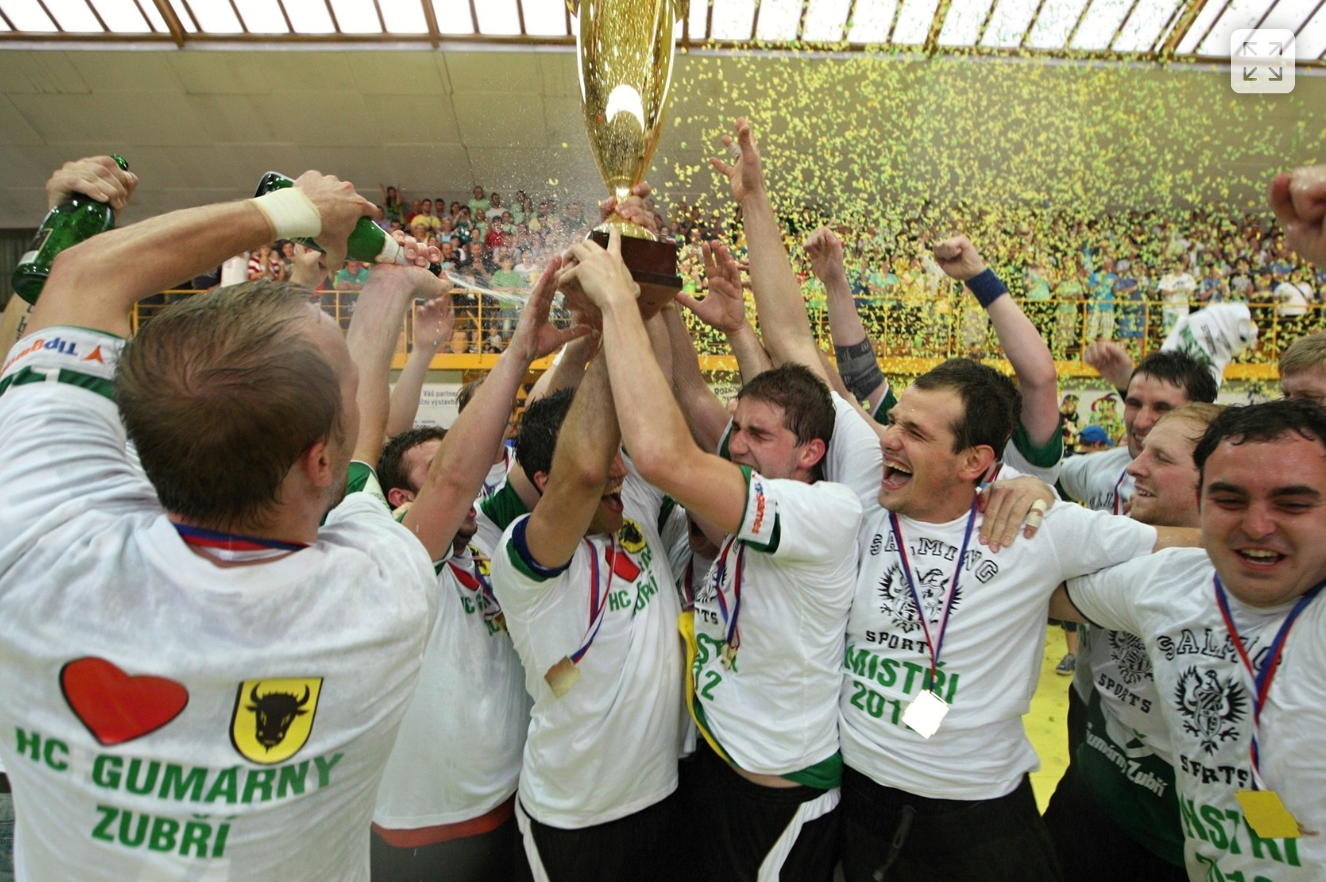
Oslava mistrovského titulu roku 2012

Ve městě sídlí jeden z nejúspěšnějších českých házenkářských klubů HC Zubří, který hraje v ROBE Aréně. Klub již třikrát vyhrál českou nejvyšší soutěž (1995/96, 1996/97, 2011/12). Má na svém kontě i šest stříbrných (1994/95, 2005/06, 2006/07, 2007/08, 2008/09, 2009/10) a šest bronzových medailí (1997/98, 2000/01, 2010/11, 2016/17, 2017/18, 2021/22). Dvakrát též vyhrál český pohár (1996/97, 2008/09). V roce 2021 se probojoval až do čtvrtfinále poháru EHF.
Fotbal
K Zubří patří také fotbal, jenž byl založen v roce 1937 pod názvem SK Zubří a v současné době nese název FC Zubří.
Moderní gymnastika
Dalším významným sportem je moderní gymnastika. Pod hlavičkou TJ Gumárny Zubří se dívky pravidelně účastní republikových přeborů i závodů Světového poháru v ESG a závodů Mistrovství světa v ESG.

## Pamětihodnosti
- Kostel sv. Kateřiny (1788)
- Kaple sv. Ducha (2000)
- Koláčkův tis – jeden z nejstarších tisů na Valašsku, stáří cca 360 let
- Lípa srdčitá u pomníku popravených partyzánů
- Památník obětem první a druhé světové války
- Bunkr z druhé světové války
- Sousoší Valašská rodina sochaře V. Navrátila
- Pomník prezidenta Tomáše Garrigua Masaryka s jezdeckým motivem
- Téměř dvě desítky křížů a božích muk

## Galerie

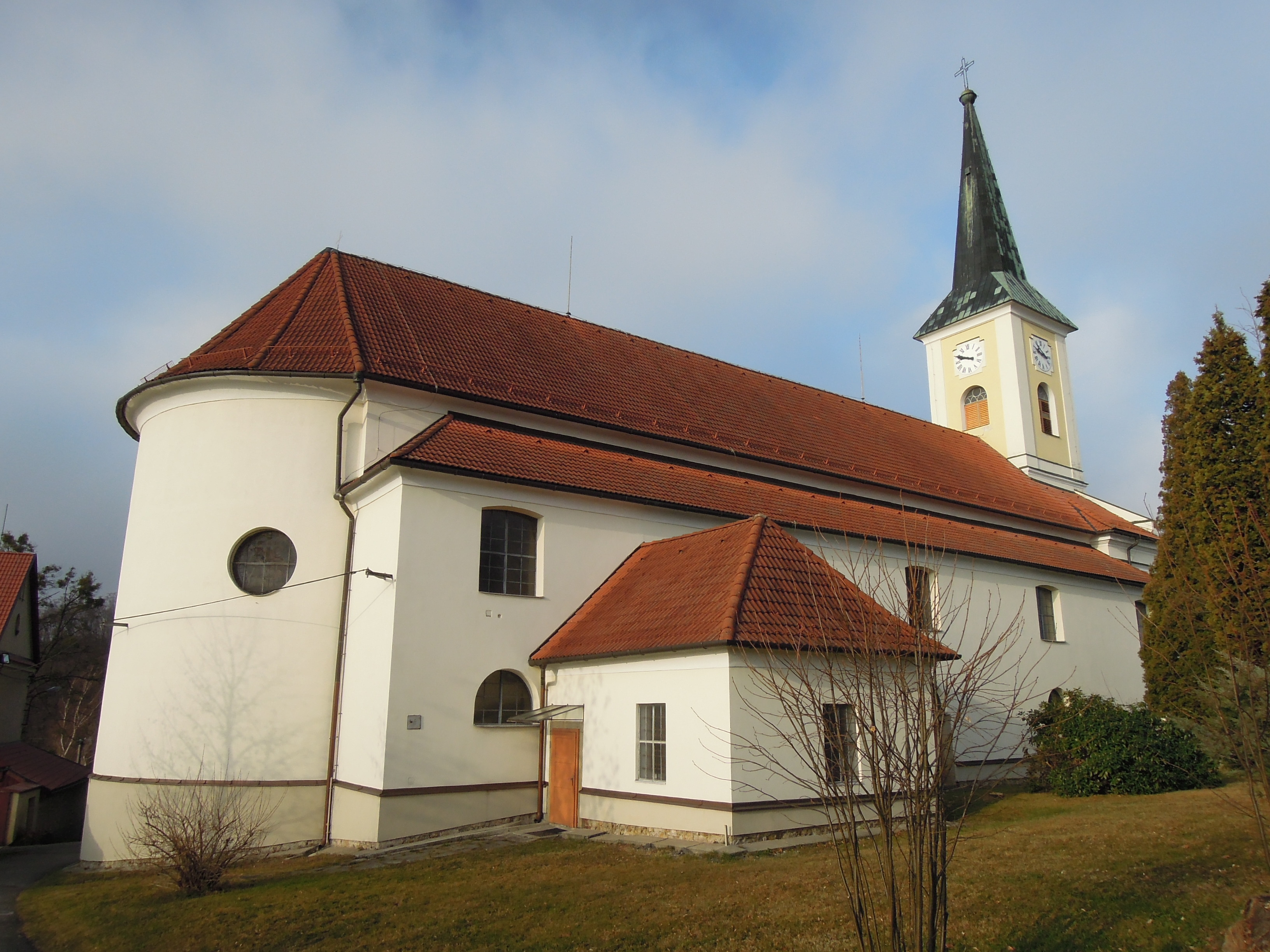
Kostel sv. Kateřiny
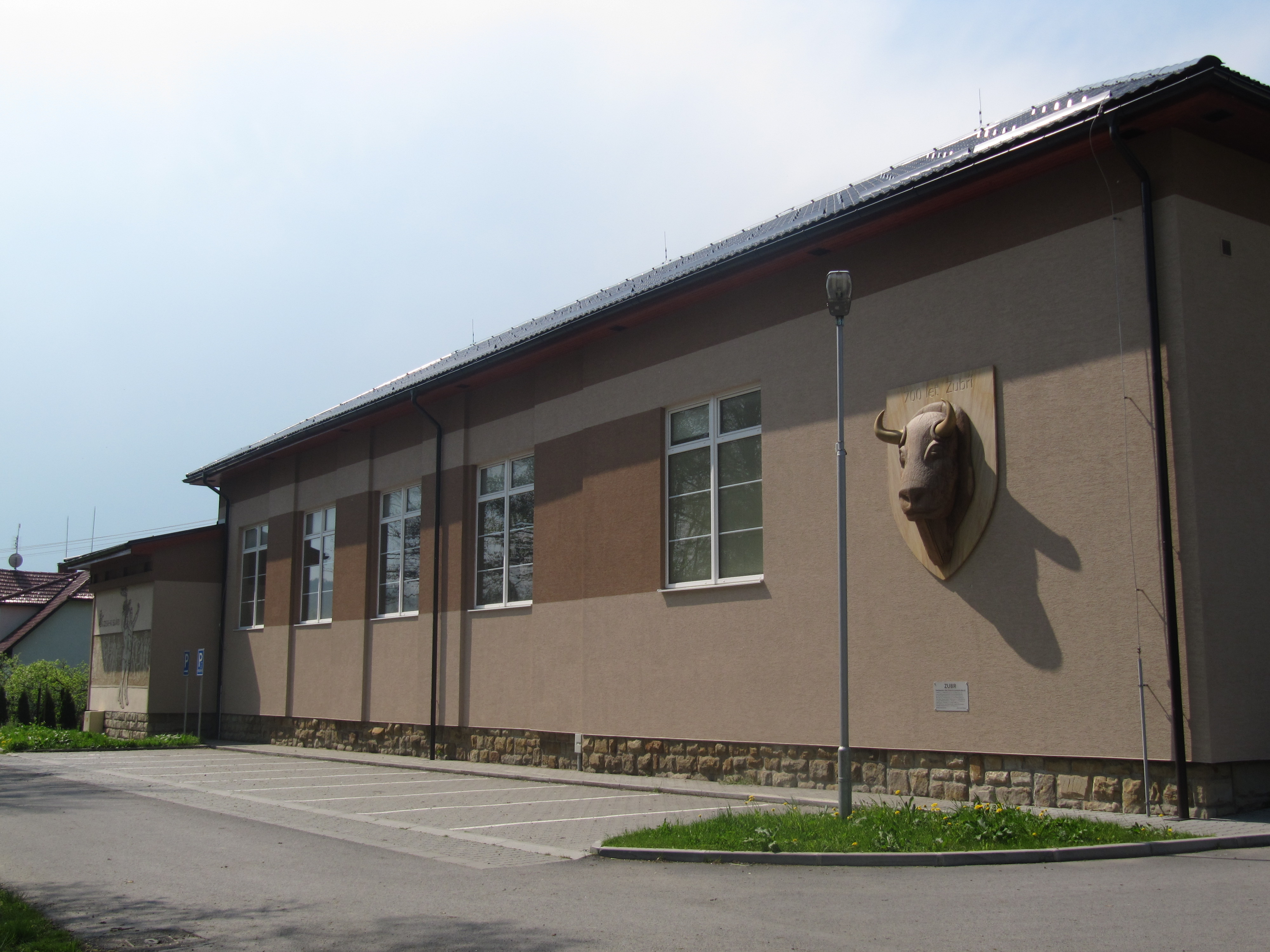
Sokolovna
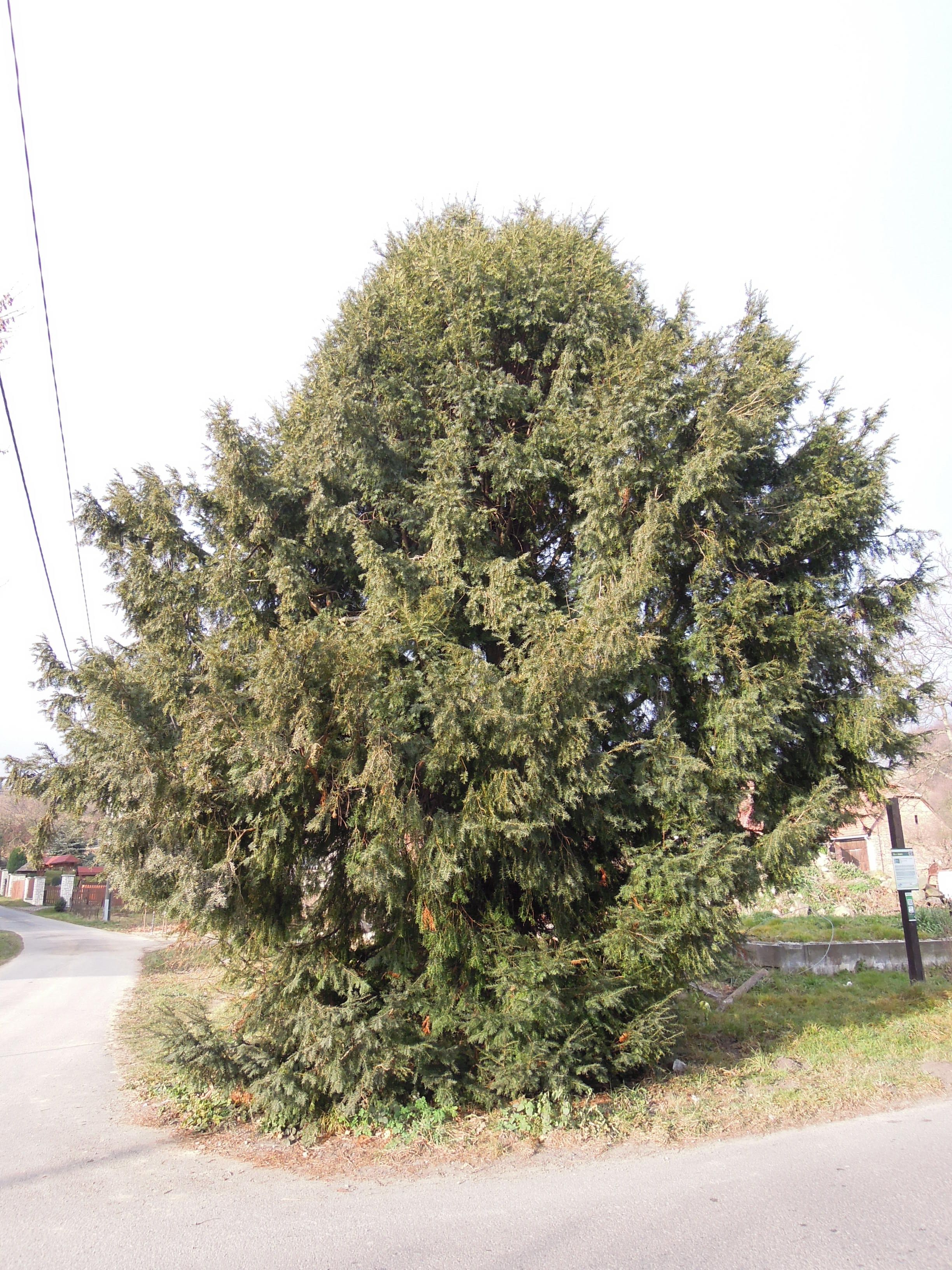
Koláčkův tis
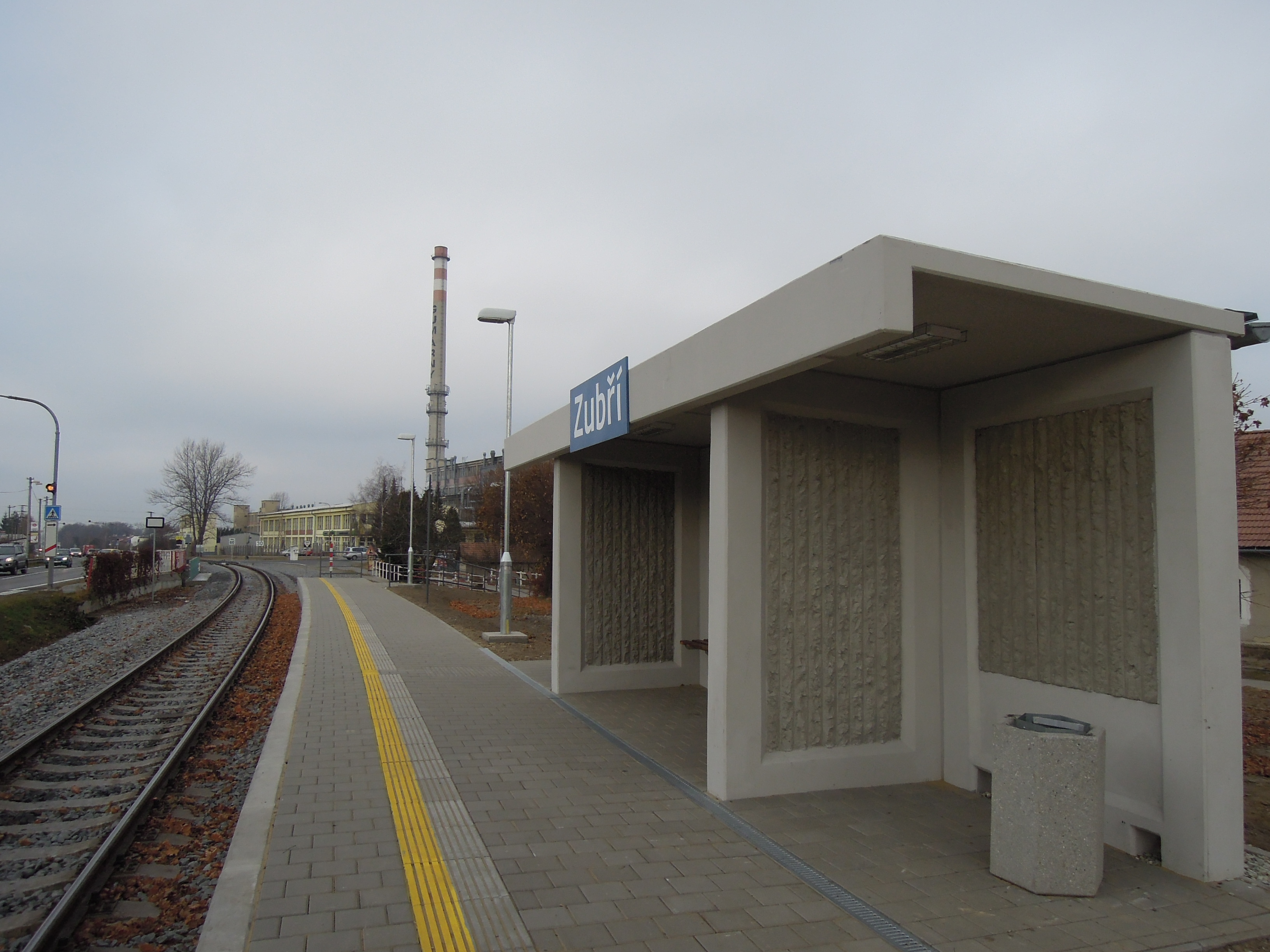
Železniční zastávka

## Vybavenost města
Do města zajíždí autobusové linky z Rožnova p. R. a Valašského Meziříčí. Další linky jezdící mezi těmito městy projíždějí dolní částí města. Ve městě je vlaková zastávka na trati Valašské Meziříčí – Rožnov p. R. (281). Dolní částí města prochází také Cyklostezka Bečva. Městem prochází významná silniční cesta přes Rožnov p. R. na Slovensko.
Ve městě vychází měsíčník Zuberské noviny a internetové zprávy na Zubřan.cz.
Zubří má smlouvu s Městskou policií Rožnov pod Radhoštěm, která má pravomoc zasahovat na území města Zubří. Město má dvě hasičské zbrojnice, jednu v centru Zubří a druhou na Starém Zubří.

### Veřejné instituce ve městě
- Dům služeb (Česká pošta, bankomat, služby...), Hlavní 79
- Knihovna města Zubří, Hlavní 79
- Kulturní domy, Hamerská 10 a Starozuberská 870
- Výstavní galerie Muzea Zubří-Petrohrad, Nad Fojstvím 67
- Muzeum Zubří, Hlavní 824
- Multifunkční areál (venkovní bazén, wellness, tělocvična, kuželna a kavárna), Sídlištní 1750
- Sokolovna, Hlavní 459
- Lyžařský oddíl TJ Gumárny Zubří, Převrátí 1009
- Víceúčelová hala, Hlavní 492
- Multifunkční hřiště Zubří, Hlavní 70
- Mateřská škola DUHA, Na Potoku 369
- Mateřská škola Zubří, Sídliště 6. května 1109
- Základní škola Zubří
  - 1. stupeň – Školní 540
  - 2. stupeň – Hlavní 70
- Lékařský dům, Sídlištní 1749
  - oční ordinace
  - ordinace pro děti a dorost
  - ordinace pro dospělé
  - zubní ordinace
  - lékárna
- Zdravotní středisko, MUDr. Antonína Fabiána 638
  - gynekologická ordinace
- Komunitní dům pro seniory, Sídlištní 1748
- Sbor dobrovolných hasičů Zubří, Hlavní 771

## Knihovna města Zubří
Knihovna města Zubří sídlí od roku 2016 v centru obce v Domě služeb na ulici Hlavní 79. Jde o knihovnu zřizovanou městem. Poskytuje základní knihovnické a informační služby.
V roce 2018 měla ve svém fondu 19 776 knih, 62 audioknih a odebírala 33 titulů periodik. Knihovna měla 584 čtenářů, kteří měli za rok 32 910 výpůjček. Knihovna města Zubří kromě klasických knihovnických akcí organizuje ve svých prostorách přednášky Virtuální univerzity 3. věku, pravidelně promítá dokumenty z projektu Promítej i ty! a zapojuje se do větších kulturních akcí obce.
V roce 2018 získala ocenění Knihovna Zlínského kraje roku 2018 za přínos k rozvoji veřejných knihovnických služeb a informačních služeb a nadstandardní aktivity knihovny.

## Partnerská města
Město Zubří má čtyři partnerská města.
- Palárikovo, Slovensko
- Považská Bystrica, Slovensko
- Rosdorf, Německo
- Furth/Triesting, Rakousko